# Гетти, Пиа
Пиа Кристина Миллер Гетти (англ. Pia Christina Miller Getty; род. 1966) — американский независимый кинорежиссер, светская львица и богатая наследница.

## Ранняя жизнь
Родилась в 1966 году в Нью-Йорке (США). Старшая из трех дочерей Роберта Уоррена Миллера (род. 1933), британского бизнесмена американского происхождения, и Марии Клары «Шанталь» Песантес Бесерра (род. 1940). У неё есть две младшие сестры — кронпринцесса Греции Мари-Шанталь и принцесса Александра фон Фюрстенберг, трио, известное под названием «Сестры Миллер».
Гетти провела свое детство в Гонконге и посещала школу Le Rosey в Швейцарии. Позже она изучала историю искусств в Джорджтаунском университете.

## Карьера
Пиа Гетти — американская пресс-секретарь косметической компании Sephora. Она часто фигурирует в Vogue, Vanity Fair и других светских журналах.
Ее первый в качестве режиссера полнометражный документальный фильм «China Power — Art Now After Mao», вышедший в 2008 году, был посвящен бурно развивающейся китайской художественной сцене.
Пиа Гетти является исполнительным продюсером 6 фильмов: «Axis of Light» (2011), «Воспитательница» (2018), «Mr Whippy» (2019), «County Lines» (2019), «Night Bus» (2020) и «Here Before» (2021).

## Личная жизнь
В 1992 году на Бали Пиа Миллер вышла замуж за наследника Getty Oil Кристофера Рональда Гетти, сына Жана Рональда Гетти и внука Жана Пола Гетти. У супругов четверо детей: Изабель (род. 1993), Роберт Максимилиан (род. 1996), Конрад (род. 1998) и Максим Аврелий (род. 2002). Они развелись в 2005 году. Она крестная мать своей племянницы, принцессы Марии-Олимпии Греческой и Датской.